# Новицкий, Донат Гильярдович
Донат Гильярдович Новицкий (20 октября 1893, Москва — 17 августа 1971, Мазовецкое воеводство) — католический священник византийского обряда, деятель католической церкви в России, жертва политических репрессий в СССР.

## Биография
Донат Новицкий происходил по одним данным из польской рабочей семьи, по другим — из семьи белорусских мещан. В 1915 году поступил в Санкт-Петербургскую Римско-католическую семинарию, но покинул её через год. В 1916 году был призван в царскую армию, получил офицерское звание и женился. В 1918 — 1921 годах служил в Красной армии. В 1922 году принял византийский обряд и присоединился к московской католической общине Анны Абрикосовой.
В 1923 году арестован по групповому делу русских католиков вместе с почти всей общиной, приговорён к 10 годам заключения. В 1925 году этапирован в Соловецкий лагерь особого назначения. В сентябре 1928 года в лагере был тайно рукоположен в диаконы, а затем в священники, рукоположение совершил епископ Болеслав Слосканс, также заключённый на Соловках. В 1929 году вместе с большинством католических священников был переведён на остров Анзер, где из числа заключённых образовалась своеобразная «коммуна ксендзов», в которую входили епископы Болеслав Слосканс и Теофилюс Матулёнис, священники Ян Тройго, Павел Хомич, Донат Новицкий и другие.
В 1932 году проходил по делу католической общины на Соловках, которая обвинялась в «тайном совершении религиозных обрядов и осуществлении нелегальной связи с волей для передачи за границу сведений шпионского характера о положении католиков в СССР». Вывезен с Соловков сначала в Ленинград, где его безуспешно пытались склонить к сотрудничеству с органами, а потом в Ярославский политизолятор. 15 сентября 1932 года освобождён и по обмену политзаключёнными депортирован в Польшу.
В 1932—1939 годах служил в Тороканьском монастыре около Дрогичина (совр. деревня Именин), в 1939 году после занятия этой территории советскими войсками переехал в предместья Варшавы. В годы Второй мировой войны участвовал в деятельности антифашистского подполья, за антифашистскую деятельность после войны был награждён золотым Крестом Заслуг с мечами.
Проживал в Изабелине, преподавал русский язык и русскую культуру в семинарии и работал экспертом по вопросам Восточных церквей при кардинале Вышинском. Автор мемуаров, который опубликованы на польском и русском языках, на русском под названием «Мои воспоминания».